# Moïse Kisling
Moïse Kisling (polsky Mojżesz Kisling; 22. ledna 1891 Krakov – 29. dubna 1953 Sanary-sur-Mer) byl francouzsko-polský malíř židovského původu.

## Životopis
V letech 1907–1910 studoval na Akademii výtvarných umění v Krakově pod vedením Józefa Pankiewicze. Po absolvování spolu s malířem Šimonem Mondszajnem odešel do Paříže. Mondszajn se vrátil za rok do Krakova dokončit vysokou školu, Kisling zůstal v Paříži, kde pokračoval ve studiu. Přestěhoval se na Montmartr, do slavného Bateau Lavoir. Brzy však navázal úzké kontakty s bohémou žijící v okrese Montparnasse, kam se také záhy přestěhoval a žil v La Ruche.

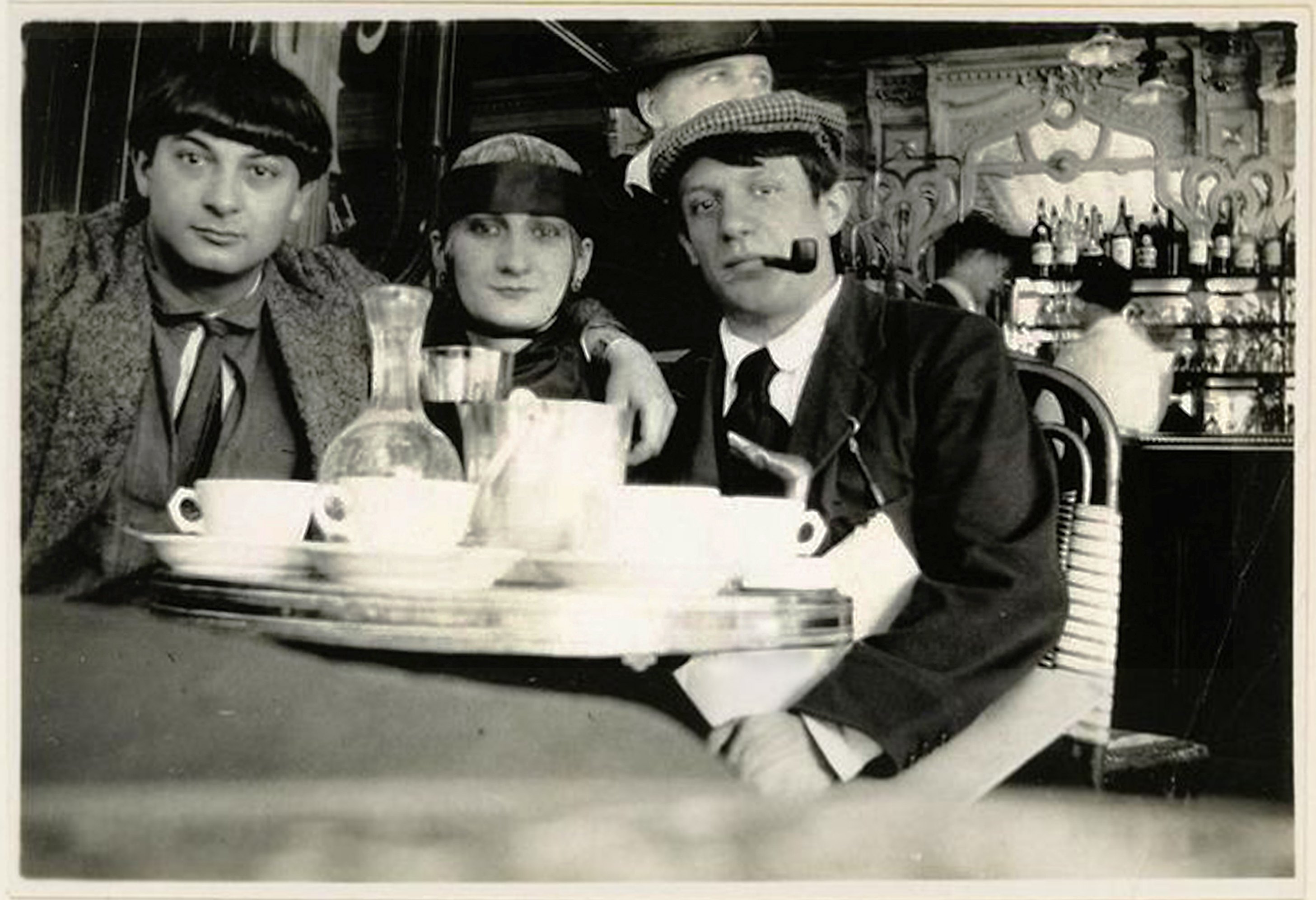
Pablo Picasso, Paquerette a Moise Kisling v Caffe La Rotonde objektivem Jeana Cocteau (1916)

Členy skupiny jeho přátel byli Marc Chagall, Amedeo Modigliani a Chaïm Soutine. Udržoval také aktivní vztahy s jinými polskými přistěhovalci, jako byli Tadeusz Makowski, Roman Kramsztyk, Eugene Zak, Mela Muter, Louis Marcoussis, Šimon Mondszajn a Jan Hrynkowski. V roce 1912 se společně s Pablo Picassem a Juanem Grisem odstěhoval do Céreta.
Kislinga finančně podporoval mecenáš umělců a galerista Leopold Zborowski. Po vypuknutí první světové války se zapsal dobrovolně do Cizinecké legie a v bitvě na Sommě byl vážně zraněn. V roce 1915 obdržel francouzské občanství, rok rekonvalescence strávil ve Španělsku. V roce 1916 se oženil s Renée Kisling (rozená Gros) s níž měl později sva syny, Jeana a Guye (1922). 
V roce 1919 měl v Galerii Druet první samostatnou výstavu. Založil vlastní studio, které navštívilo mnoho známých osobností, mezi jinými Jean Cocteau, Charlie Chaplin, Arthur Rubinstein, Pierre Reverdy, Ernest Hemingway, Henry Miller a další. Jednou z jeho modelek byla Kiki de Montparnasse.
Po vypuknutí druhé světové války vstoupil do francouzské armády, ale po několika měsících byl převeden do rezervy. Aby se vyhnul zatčení, v roce 1940 prchl přes Španělsko a Portugalsko do USA, kde zpočátku žil v New Yorku. V roce 1942 na pozvání Arthura Rubinsteina pobýval rok v Hollywoodu. Do Francie se vrátil v roce 1946 a usadil se v Sanary-sur-Mer (region Provence-Alpes-Côte d'Azur), kde zemřel v roce 1953.

## Tvorba
Moïse Kisling je považován kritiky za jednoho z nejdůležitějších zástupců École de Paris. Od počátku dvacátých let byl znám jako portrétista, maloval také četné ženské akty.

## Galerie

Zpodobnění autora
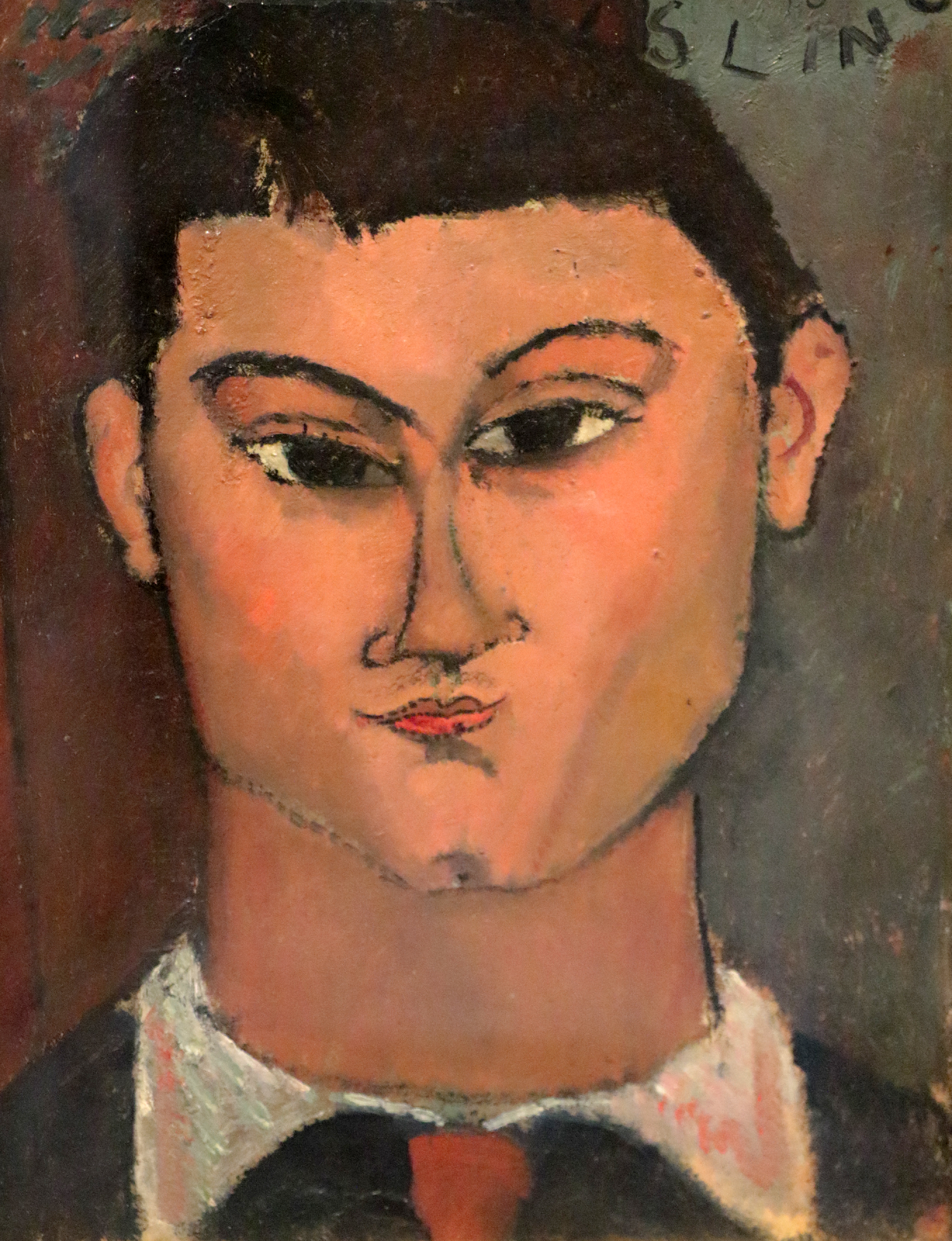
Amedeo Modigliani: Portrét Moise Kislinga (1915)
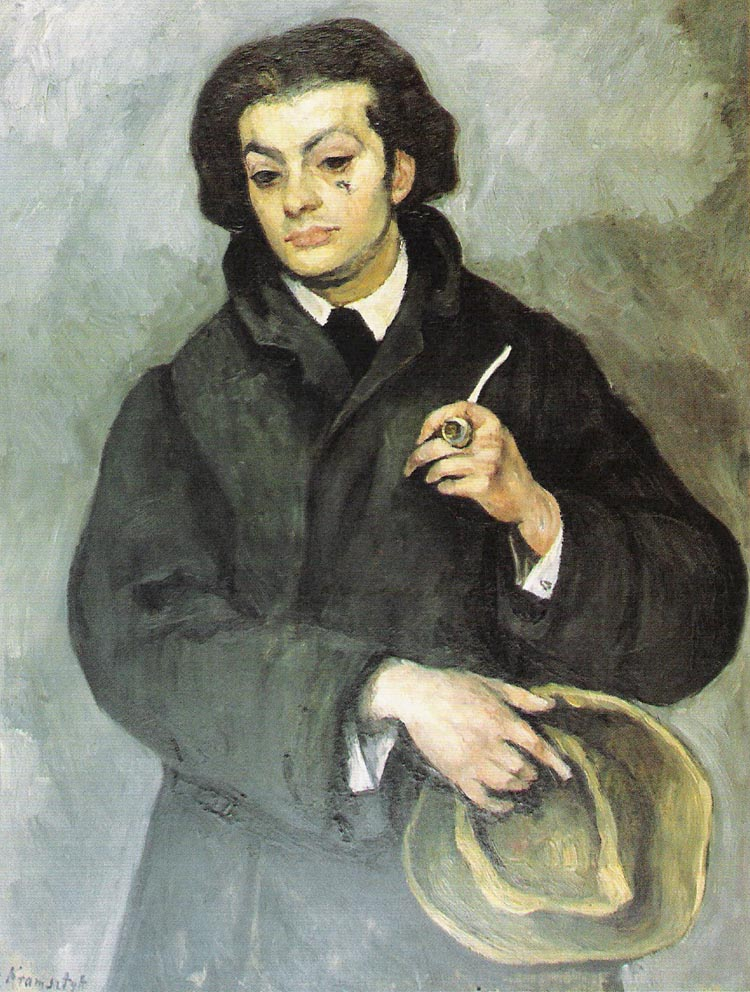
Roman Kramsztyk: Portrét Moise Kislinga (1913)
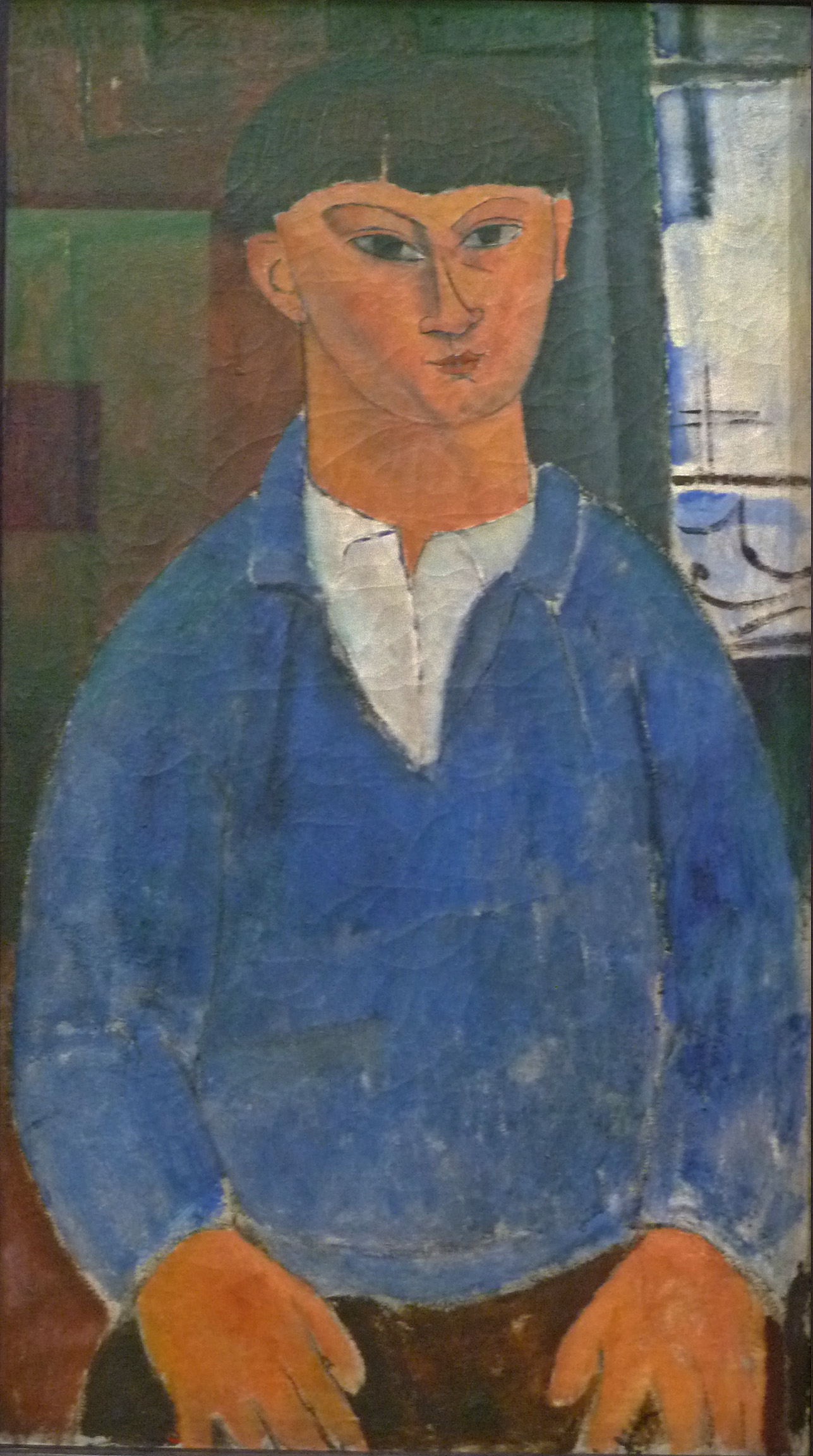
Amedeo Modigliani: Portrét Moise Kislinga (1913)
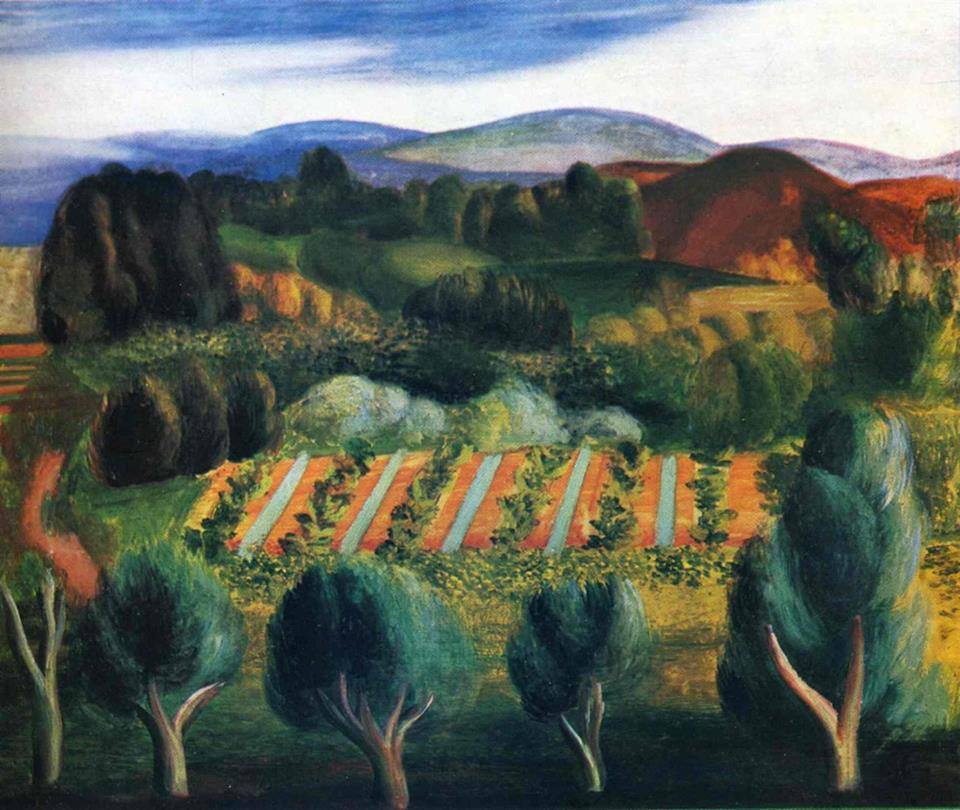
Krajina Provence (1918)